# Сердобский район
Сердо́бский райо́н — административно-территориальная единица (район) и муниципальное образование (муниципальный район) в составе Пензенской области России.
Административный центр — город Сердобск.

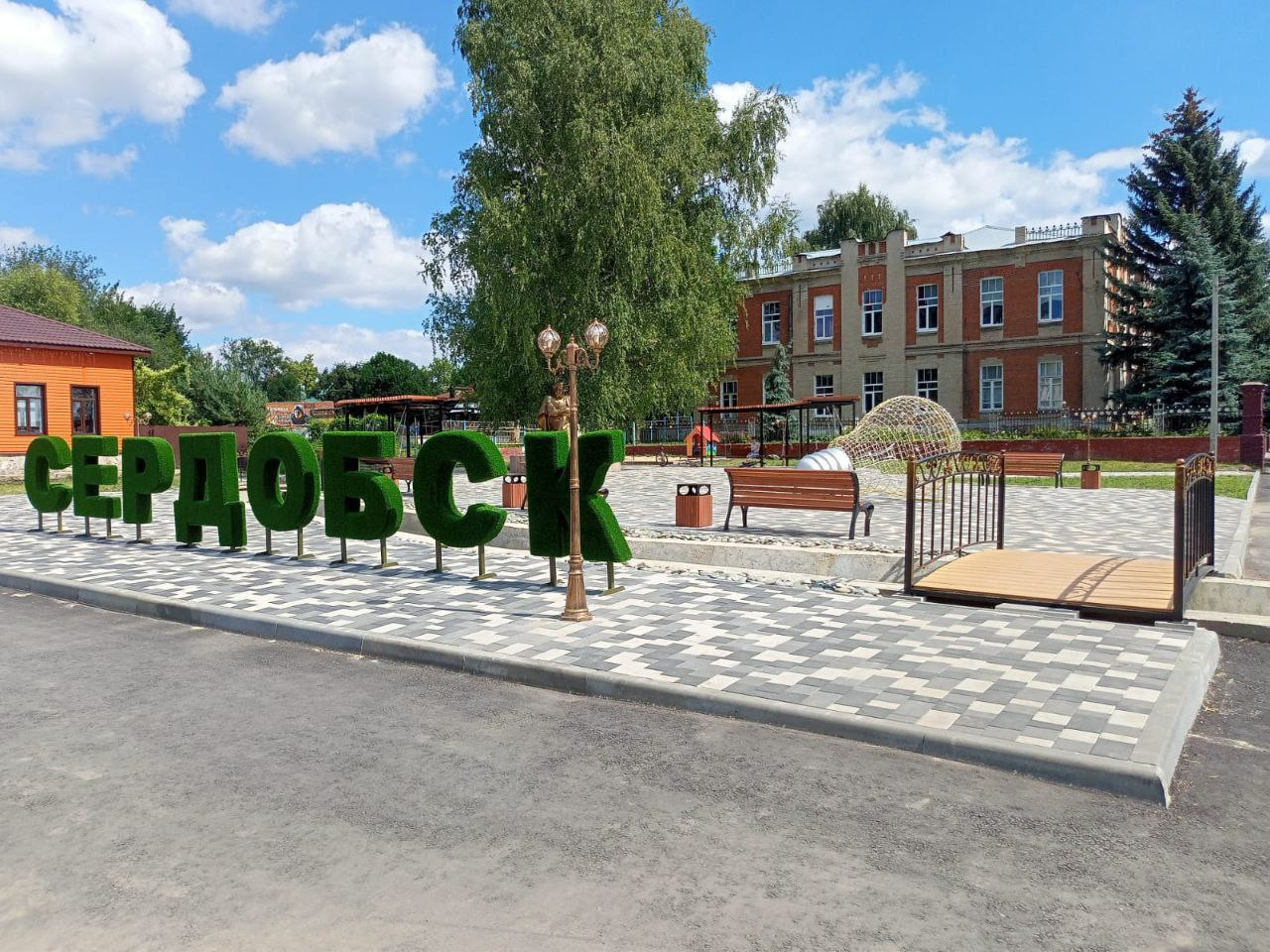
Сквер имени П.Н. Яблочкова

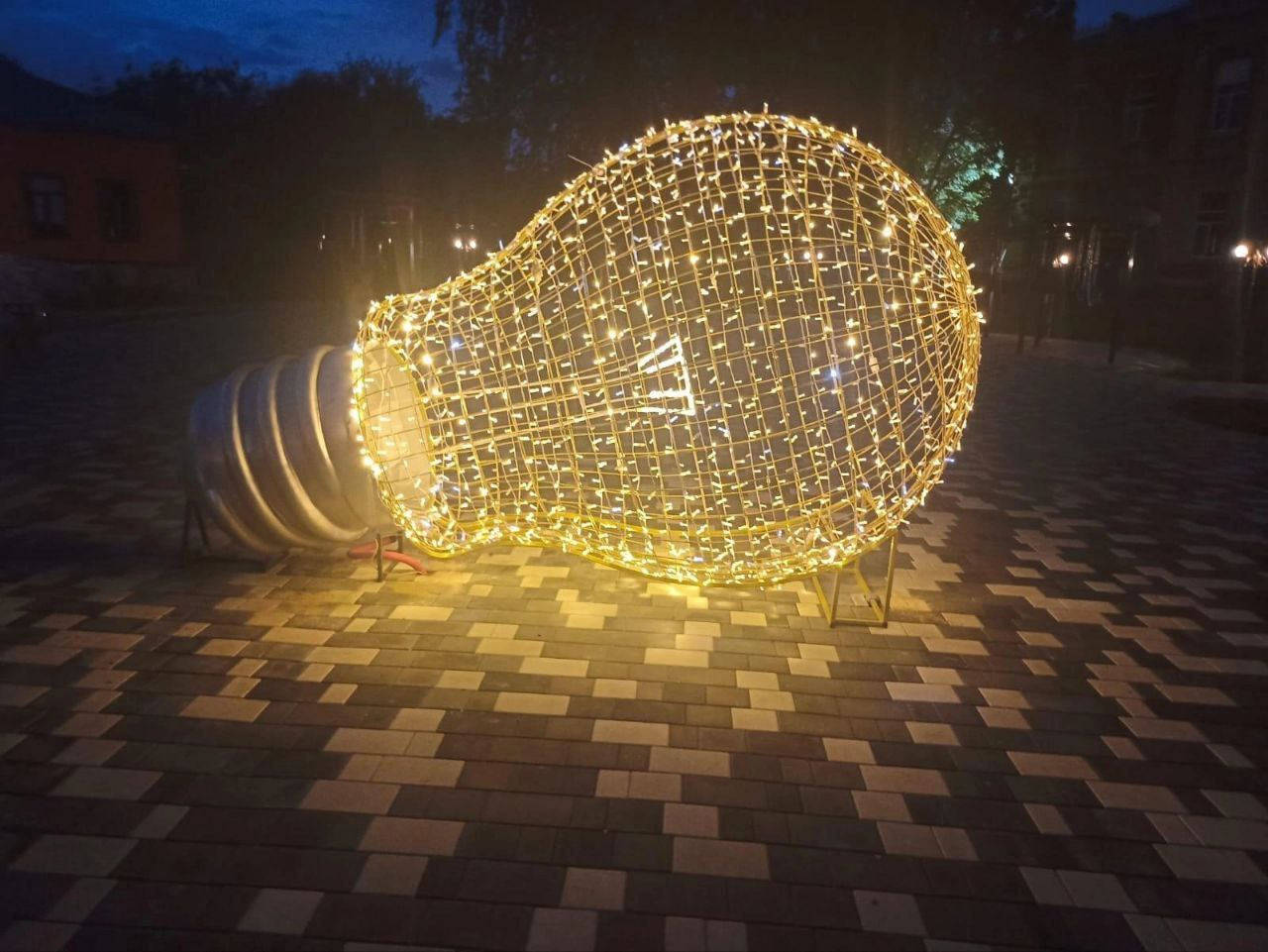
Сквер имени П.Н. Яблочкова

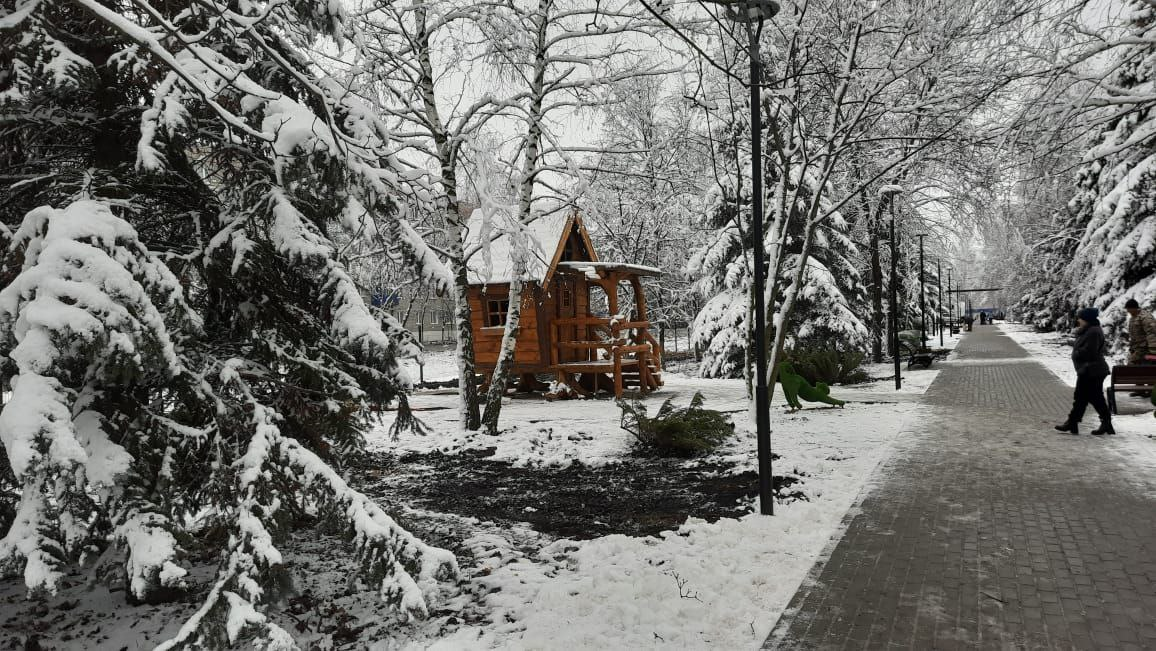
Сквер "Ясенки"

## География
Район расположен в юго-западной части области, на юго-западных отрогах Приволжской возвышенности, в Хопёрском низменно-возвышенном степном районе. Площадь района составляет 169 508 га, что составляет 3,5 % от общей площади области. Протяжённость территории с севера на юг — 59 км, с запада на восток — 56 км. На севере граничит с Каменским, на западе с Бековским, на северо-западе с Белинским, на северо-востоке с Колышлейским районами области, а на юге — с Саратовской областью.

## История
Сердобский район был образован 23 июля 1928 года в составе Балашовского округа Нижне-Волжского края. В него вошла большая часть территории упразднённого Сердобского уезда Саратовской губернии.
С 10 января 1934 года входил в состав Саратовского края, а с 5 декабря 1936 года — Саратовской области.
4 февраля 1939 года передан в состав вновь образованной Пензенской области.
1 февраля 1963 года город Сердобск отнесён к категории городов областного подчинения, в состав Сердобского района включена территория упразднённого Бековского района.
12 января 1965 года восстановлен Бековский район.
17 февраля 2006 года район как муниципальное образование получил статус муниципального района с центром в городе Сердобске, образовавшим городское поселение.

## Население
Динамика численности населения района:
| 1939    | 1959    | 1970    | 1979    | 1989    | 2002    | 2009    |
| ------- | ------- | ------- | ------- | ------- | ------- | ------- |
| 46 521  | ↗56 318 | ↗63 590 | ↗64 952 | ↘64 807 | ↘21 917 | ↗55 499 |
| 2010    | 2011    | 2012    | 2013    | 2014    | 2015    | 2016    |
| ↘54 520 | ↘54 334 | ↘53 605 | ↘52 831 | ↘52 018 | ↘51 245 | ↘50 283 |
| 2017    | 2018    | 2019    | 2020    | 2021    | 2025    |         |
| ↘49 463 | ↘48 604 | ↘47 531 | ↘46 612 | ↘45 768 | ↘43 702 |         |

### Урбанизация
В городских условиях (город Сердобск) проживают 66,87 % населения района.

### Национальный состав
86,1 % русские, 5,7 % мордва, 5,4 % татары, 1 % украинцы и 1,8 % представители прочих национальностей.

## Административное деление
В Сердобский район как административно-территориальное образование входят 1 город районного значения и 11 сельсоветов.
В муниципальный район входят 12 муниципальных образований, в том числе 1 городское поселение и 11 сельских поселений.
| №        | Муниципальное образование  | Административный центр                                      | Количество населённых пунктов | Население | Площадь, км2 |
| -------- | -------------------------- | ----------------------------------------------------------- | ----------------------------- | --------- | ------------ |
| 1e-06    | Городское поселение:       |                                                             |                               |           |              |
| 1        | город Сердобск             | город Сердобск                                              | 1                             | ↘29 225   | 28,42        |
| 1.000002 | Сельские поселения:        |                                                             |                               |           |              |
| 2        | Долгоруковский сельсовет   | село Долгоруково                                            | 6                             | ↘574      | 173,47       |
| 3        | Кировский сельсовет        | село Кирово                                                 | 4                             | ↘813      | 178,81       |
| 4        | Куракинский сельсовет      | село Куракино                                               | 4                             | ↘855      | 173,52       |
| 5        | Мещерский сельсовет        | село Мещерское                                              | 1                             | ↘1170     | 154,83       |
| 6        | Новостудёновский сельсовет | село Новая Студеновка                                       | 5                             | ↘1056     | 187,52       |
| 7        | Песчанский сельсовет       | населённый пункт Центральная Усадьба совхоза «Надеждинский» | 5                             | ↘696      | 116,96       |
| 8        | Пригородный сельсовет      | село Пригородное                                            | 4                             | ↘4967     | 236,87       |
| 9        | Рощинский сельсовет        | село Рощино                                                 | 3                             | ↗1608     | 133,89       |
| 10       | Сазанский сельсовет        | посёлок Сазанье                                             | 1                             | ↗1583     | 22,06        |
| 11       | Секретарский сельсовет     | село Секретарка                                             | 3                             | ↗940      | 118,54       |
| 12       | Сокольский сельсовет       | село Соколка                                                | 6                             | ↘1286     | 197,54       |

### Населённые пункты
В Сердобском районе 43 населённых пункта.
| №  | Населённый пункт                           | Тип                     | Население | Муниципальное образование  |
| -- | ------------------------------------------ | ----------------------- | --------- | -------------------------- |
| 1  | Александрово-Ростовка                      | село                    | ↘70       | Куракинский сельсовет      |
| 2  | Бабарыкино                                 | деревня                 | 1         | Долгоруковский сельсовет   |
| 3  | Байка                                      | село                    | ↘554      | Пригородный сельсовет      |
| 4  | Балтинка                                   | железнодорожная станция | 154       | Песчанский сельсовет       |
| 5  | Балтинка                                   | деревня                 | 17        | Секретарский сельсовет     |
| 6  | Берёзовка                                  | деревня                 | 0         | Песчанский сельсовет       |
| 7  | Гулёновка                                  | село                    | ↘585      | Кировский сельсовет        |
| 8  | Долгоруково                                | село                    | ↘509      | Долгоруковский сельсовет   |
| 9  | Дубасово                                   | село                    | ↘69       | Сокольский сельсовет       |
| 10 | Зеленовка                                  | село                    | ↘551      | Новостудёновский сельсовет |
| 11 | Зелёный Дол                                | посёлок                 | 282       | Новостудёновский сельсовет |
| 12 | Камзолка                                   | село                    | ↘236      | Сокольский сельсовет       |
| 13 | Карповка                                   | село                    | ↘603      | Сокольский сельсовет       |
| 14 | Кирово                                     | село                    | ↘684      | Кировский сельсовет        |
| 15 | Кологривовка                               | деревня                 | 19        | Долгоруковский сельсовет   |
| 16 | Константиновка                             | деревня                 | 66        | Долгоруковский сельсовет   |
| 17 | Круглое                                    | посёлок                 | 7         | Секретарский сельсовет     |
| 18 | Куракино                                   | село                    | ↘1044     | Куракинский сельсовет      |
| 19 | Мещерское                                  | село                    | ↘1263     | Мещерский сельсовет        |
| 20 | Новая Студеновка                           | село                    | ↘438      | Новостудёновский сельсовет |
| 21 | Новое                                      | село                    | ↘0        | Кировский сельсовет        |
| 22 | Новонадеждино                              | село                    | ↘113      | Куракинский сельсовет      |
| 23 | Октябрьское                                | посёлок                 | ↘225      | Рощинский сельсовет        |
| 24 | Оленичево                                  | деревня                 | 30        | Долгоруковский сельсовет   |
| 25 | Орловка                                    | деревня                 | 41        | Песчанский сельсовет       |
| 26 | Панкратовка                                | деревня                 | 0         | Новостудёновский сельсовет |
| 27 | Песчанка                                   | село                    | ↘73       | Песчанский сельсовет       |
| 28 | Подгоренки                                 | село                    | ↗76       | Пригородный сельсовет      |
| 29 | Пригородное                                | село                    | ↘4438     | Пригородный сельсовет      |
| 30 | Репьёвка                                   | село                    | ↘118      | Долгоруковский сельсовет   |
| 31 | Рощино                                     | село                    | ↘1514     | Рощинский сельсовет        |
| 32 | Рянза                                      | село                    | ↗3        | Рощинский сельсовет        |
| 33 | Сазанье                                    | посёлок                 | ↗1583     | Сазанский сельсовет        |
| 34 | Салтыково                                  | село                    | ↘152      | Пригородный сельсовет      |
| 35 | Секретарка                                 | село                    | ↘887      | Секретарский сельсовет     |
| 36 | Сердобск                                   | город                   | ↘29 225   | город Сердобск             |
| 37 | Соколка                                    | село                    | ↘687      | Сокольский сельсовет       |
| 38 | Софьино                                    | село                    | ↘128      | Куракинский сельсовет      |
| 39 | Тащиловка                                  | железнодорожная станция | 51        | Новостудёновский сельсовет |
| 40 | Хотяново                                   | село                    | ↘24       | Сокольский сельсовет       |
| 41 | Центральная Усадьба совхоза «Надеждинский» | населённый пункт        | ↘620      | Песчанский сельсовет       |
| 42 | Школьный                                   | посёлок                 | 89        | Кировский сельсовет        |
| 43 | Яблочково                                  | деревня                 | 0         | Сокольский сельсовет       |

### Упразднённые населённые пункты
В декабре 2015 года посёлки Ивановский и Майский Кировского сельсовета исключены из учётных данных административно-территориального устройства Пензенской области как населённые пункты фактически прекратившие своё существование, в которых отсутствуют официально зарегистрированные жители.

## Местное самоуправление
Местное самоуправление в Сердобском районе регулируется Уставом Сердобского района Пензенской области (принят Решением Собрания представителей Сердобского района от 23.10.2009 № 771-63/2).
Из Устава следует, что местное самоуправление в Сердобском районе это форма осуществления народом своей власти, обеспечивающая в пределах, установленных Конституцией Российской Федерации, федеральными законами, а в случаях, установленных федеральными законами, — законами Пензенской области, самостоятельное и под свою ответственность решение населением Сердобского района непосредственно и (или) через органы местного самоуправления Сердобского района вопросов местного значения, исходя из интересов населения Сердобского района с учётом исторических и иных местных традиций.

## Экономика
Основу экономики составляют сельское хозяйство и обрабатывающая промышленность. Через район проходит Юго-Восточная железная дорога (участок «Пенза—Ртищево»).

## Известные уроженцы
- Карманов, Иван Петрович (1892—1941) — советский военный деятель, генерал-майор (1940 год).
- Самсонов, Фёдор Александрович (1901—1980) — советский военачальник, генерал-полковник артиллерии. Родился в селе Зеленовка.
- Соседов, Лев Борисович (1897—1989) — советский военный деятель, генерал-майор (1943 год).